# Samsung Galaxy S4
A Samsung Galaxy S4 a Samsung Electronics által gyártott androidos mobiltelefon (okostelefon). 2013. március 14-én, New Yorkban jelentették be. A Samsung Galaxy S III utódja, olyan új funkciókkal, mint a Smart Alerts, Smart Stay, Smart Scroll, Smart Pause, Air Gesture és Air View. A készüléknek 13 megapixeles a hátoldali kamerája, és 5 hüvelykes, 1080p felbontású kijelzővel rendelkezik. A nemzetközi változat nyolcmagos (aszimmetrikus) Exynos 5 Octa processzorának négy magja lehet aktív egy időben. A készülék 2013. április végén debütált 155 ország 327 mobilszolgáltatójánál.

## Szoftver és szolgáltatások
A Galaxy S4 Android 4.2.2 (Jelly Bean) operációs rendszerrel érkezett, ami kiegészült a Samsung saját fejlesztésű TouchWiz „Nature UX” grafikus felhasználói felületével (GUI). 2013 novemberében a Samsung elérhetővé tette az Android 4.3 operációs rendszert az S4-re. 2014 februárjában az Android 4.4 (KitKat) is elérhetővé vált, 2015 januárjában pedig megérkezett az utolsó nagyobb szoftverfrissítés is az S4-hez, az Android 5.0.1 (Lollipop).
Az előoldali kamera kihasználásával az S4 képes a videólejátszás megállítására (Smart Pause), ha a felhasználó félrenézne, és a képernyő tényleges érintése nélkül (vagy például télen, kesztyűben) görgetni a képernyőt (Smart Scroll). Olyan új videófelvételi és fényképezési üzemmódok kerültek az S4-be, amik az előoldali és a hátoldali kamerát egyidejűleg használják.
A Galaxy S4 támogatja a High Efficiency Video Coding (HEVC, H.265) videók lejátszását.

## Hardver, dizájn
A képernyő 5 hüvelykes PenTile RGBG Full HD Super AMOLED, 441 ppi felbontással. A külseje nem nagyon változott elődjéhez képest, de vékonyabb lett (7,9 mm), nagyobb lett a kijelzője (5 inch), és a hangszóró helye megváltozott.
Az S4-et két változatban gyártják, melyek elsősorban a belső hardverösszetevőkben különböznek.

### Nyolcmagos változat
Az S4 nemzetközi változatába a Samsung az Exynos 5 Octa egylapkás rendszerű (system on a chip, SoC) processzort helyezte el, ami az ARM big.LITTLE architektúráján alapszik. A tokozás egy 1,6 GHz-es négymagos Cortex-A15, továbbá egy 1,2 GHz-es négymagos Cortex-A7 processzort tartalmaz. A négy gyorsabb processzormag mindegyike logikailag párosítva van egy kisebb áramfelvételű processzormaggal. Minden magpárból egyidejűleg csak az egyik mag aktív, igény szerint változik, hogy éppen melyik. Ez az akkumulátor-üzemidőt növelő kapcsolgatás az operációs rendszer és az alkalmazások számára rejtett módon történik, azok egyetlen, négymagos processzort érzékelnek.

### Négymagos változat
Az Amerikai Egyesült Államokban forgalomba hozott változatba egy 1,9 GHz-es Qualcomm Snapdragon 600 processzor került. A Samsung Magyarország, a Telenor és a T-Mobile tájékoztatása alapján Magyarországon ezt a modellt vezették be.

## Fordítás
- Ez a szócikk részben vagy egészben a Samsung Galaxy S4 című angol Wikipédia-szócikk ezen változatának fordításán alapul.  Az eredeti cikk szerkesztőit annak laptörténete sorolja fel. Ez a jelzés csupán a megfogalmazás eredetét és a szerzői jogokat jelzi, nem szolgál a cikkben szereplő információk forrásmegjelöléseként.